# 1921 팔라
1921 팔라(1921 Pala, 임시 명칭: 1973 SE)는 소행성대 외부에 위치한 불안정한 궤도에 있는 직경 약 8.2 km의 소행성이다. 목성과 2:1 궤도 공명을 이루는 소행성 중 하나이다. 1973년 9월 20일 팔로마 천문대에서 네덜란드계 미국인 천문학자 톰 게렐스(Tom Gehrels)에 의해 발견되었다.

## 궤도 및 특성화
팔라는 메인 벨트의 배경 인구 중 비가족 배경 소행성이다. 이 별은 5년 12개월(2,187일, 장반경 3.30 AU)에 한 번씩 2.0~4.6 AU 거리의 외부 소행성대에서 태양을 공전한다. 궤도의 이심률은 0.39이고 황도에 대한 기울기는 19°이다.
목성과 2:1 궤도 공명 근처에서 매우 불안정한 궤도를 가지고 있다. 하지만 소행성의 궤도는 앞으로 약 1,800만 년 동안 지속될 것으로 예상된다.
팔라는 직경이 약 8.2km로 측정되지만 표면의 알베도는 추정되지 않는다. 2017년 기준, 소행성 분광형, 회전 주기 및 형태는 아직 알려지지 않았다.